# Horseland, die Pferderanch
Horseland, die Pferderanch (Originaltitel: Horseland) ist eine US-amerikanische Zeichentrickserie.

## Handlung
Auf dem Gestüt Horseland, das inmitten einer wunderschönen Landschaft liegt, wohnen die Reiter Sarah, Alma, Molly, Benny, Chloe, Zoe und später auch Nani zusammen mit ihren Pferden Scarlett, Button, Calypso, Aztek, Chili, Pepper und Sunburst, dem Collie „Chef“, dem Schwein Trine und der Katze Angora. Die Tiere können untereinander problemlos kommunizieren, wobei die Menschen sie nicht verstehen. Untereinander gibt es zwischen den Reitschülerinnen immer wieder Konflikte, vor allem zwischen den zwei egozentrischen und reichen Schwestern Chloe und Zoe und den Freunden Sarah, Alma, Molly und Benny, in welchen der Reitlehrer Willi mit seinem Pferd Jimber oftmals vermittelt. Die Charakter ihrer Besitzer nehmen genauso die Pferde an: So sind die Pferde von Chloe und Zoe oftmals genauso überheblich und hochnäsig zu den anderen Pferden, wie ihre Besitzerinnen zu den anderen. Oftmals jedoch erleben die Reitschülerinnen zusammen Abenteuer, in denen sie nicht selten nur zusammen eine Lösung finden und abseits von inneren und äußeren Werten gemeinsam miteinander auskommen müssen.

## Produktion und Veröffentlichung
Die Serie wurde von 2006 bis 2008 von DIC Entertainment produziert. Dabei sind 39 Episoden und 3 Staffeln entstanden. Erstmals wurde die Serie am 16. September 2006 auf CBS in den USA ausgestrahlt. Die deutsche Erstausstrahlung fand am 28. Mai 2007 auf KIKA statt.

## Synchronisation
Die deutsche Synchronfassung entstand bei der Studio Funk GmbH & Co. KG in Hamburg, unter der Dialogregie von Susanne Sternberg. Das Dialogbuch unterlag der Verantwortung von Edith Muir.
| Rolle         | Originalsprecher | Deutscher Sprecher |
| ------------- | ---------------- | ------------------ |
| Alma          | Emily Hernandez  | Mia Diekow         |
| Benny         | David Kalis      | Tammo Kaulbarsch   |
| Molly         | Aleyah Smith     | Sonja Stein        |
| Sarah Wittner | Dana Donlan      | Nicole Hannak      |
| Scarlet       | Andrea Ware      | Marion von Stengel |
| Willi         | Vincent Michael  | Tobias Schmitz     |

## Episodenliste
| Staffel 1 |                                                      |                      |
| Nummer    | dt. Titel                                            | dt. Erstausstrahlung |
| 1         | Die Neue – You Can’t Judge A Girl By Her Limo        | 28. Mai 2007         |
| 2         | Springturnier mit Hindernissen – Win Some, Lose Some | 29. Mai 2007         |
| 3         | Zurück im Sattel – Back In The Saddle Again          | 30. Mai 2007         |
| 4         | Lügenmärchen – Cry Wolf                              | 31. Mai 2007         |
| 5         | Feuer und Wasser – Fire, Fire, Burning Bright        | 01. Juni 2007        |
| 6         | Wer anderen eine Grube gräbt … – Fast Friends        | 04. Juni 2007        |
| 7         | Aufgeben zählt nicht – The Best Loss                 | 05. Juni 2007        |
| 8         | Eine verhängnisvolle Lüge – Pepper’s Pain            | 06. Juni 2007        |
| 9         | Das Western-Turnier – The Competition                | 07. Juni 2007        |
| 10        | Sarah gibt nicht auf – The Can-Do Kid                | 08. Juni 2007        |
| 11        | Besuch aus der Stadt – The Best Loss                 | 11. Juni 2007        |
| 12        | Benny ist der Boss – Boss Bailey                     | 12. Juni 2007        |
| 13        | Alte und neue Freundschaften – First Love            | 13. Juni 2007        |
| Staffel 2 |                                                      |                      |
| Nummer    | dt. Titel                                            | dt. Erstausstrahlung |
| 14        | Almas Brieffreund – First Love                       | 14. Juni 2007        |
| 15        | Sarahs blinde Cousine – A True Gift                  | 15. Juni 2007        |
| 16        | Ausflug bei Nacht – Molly And Chili                  | 18. Juni 2007        |
| 17        | Wilde Pferde – Wild Horses                           | 19. Juni 2007        |
| 18        | Mondlichtzauber – Magic In The Moonlit Meadow        | 20. Juni 2007        |
| 19        | Die Pferdeflüsterin – The Horse Whisperer            | 21. Juni 2007        |
| 20        | Der Abschied – Mosey                                 | 22. Juni 2007        |
| 21        | Ein Dieb auf Horseland – The Big Parade              | 25. Juni 2007        |
| 22        | Frei wie ein Vogel – The Bluebird Of Happiness       | 26. Juni 2007        |
| 23        | Mikes Mode-Misere – Riding In Style                  | 27. Juni 2007        |
| 24        | Gefangen in der Höhle – International Sarah          | 28. Juni 2007        |
| 25        | Ich bin ich! – Changing Spots                        | 29. Juni 2007        |
| 26        | Gerüchteküche – The Whispering Gallery               | 02. Juli 2007        |
| Staffel 3 |                                                      |                      |
| Nummer    | dt. Titel                                            | dt. Erstausstrahlung |
| 27        | Das Geheimnis – The Secret                           | 26. Januar 2009      |
| 28        | Die Neuen – The Newbies                              | 27. Januar 2009      |
| 29        | Der Protest – A New Development                      | 28. Januar 2009      |
| 30        | Kleiner Hund – große Probleme – A New Pup In Town    | 29. Januar 2009      |
| 31        | Ein Pferd namens River – A Horse Named River         | 30. Januar 2009      |
| 32        | Kostbares Wasser – The Last Drop                     | 02. Februar 2009     |
| 33        | Die neue Website – No News Is Good News              | 03. Februar 2009     |
| 34        | Telefonitis – Talk                                   | 04. Februar 2009     |
| 35        | Geteilte Aufmerksamkeit – Oh Baby                    | 05. Februar 2009     |
| 36        | Deine Kultur – meine Kultur – Heritage Day           | 06. Februar 2009     |
| 37        | Ein königliches Missverständnis – The Princess       | 09. Februar 2009     |
| 38        | Pepper hat Übergewicht – Added Weight                | 10. Februar 2009     |
| 39        | Geld macht nicht glücklich – Sister, Sister          | 11. Februar 2009     |